# Mbozi (huyện)
Mbozi là một huyện thuộc vùng Mbeya, Tanzania. Thủ phủ của huyện Mbozi đóng tại Vwawa. Huyện Mbozi có diện tích 9586 ki lô mét vuông. Đến thời điểm điều tra dân số ngày 25 tháng 8 năm 2002, huyện Mbozi có dân số 513600 người.